# ジョージ・F・アンセル
ジョージ・フレデリック・アンセル (1826年3月4日 – 1880年12月21日) George Frederick Ansell は、イギリスの発明家、化学者、硬貨鑑定士。王立造幣局の標準業務を取り上げた著書がある。

## 生涯
1826年3月4日ロンドンのカーショルトン出身、医者を志して外科医の助手を4年続け、開業医になるため医学を学ぶうち化学の研究に生きがいを見つける。王立化学大学で研究、王立鉱業研究所でアウグスト・ヴィルヘルム・フォン・ホフマンの助手を務める。1854年、ロンドンのレスター・スクウェアのオデオン劇場の場所 (アルハンブラ劇場の跡地) にあった王立科学技術研究所 (パノプティコン) で講師として働くもののまもなく施設が閉鎖され、アンセルは2年後の1856年11月にトーマス・グラハムの推薦で王立造幣局に就職。
王立造幣局に納品された金塊を分析にかけたところアンチモン、ヒ素、鉛が少量ずつ検出されたため、ソブリン金貨の鋳造には脆すぎるとして1859年に不採用になった。このとき化学関連の経歴があるアンセルは造幣局を説得して合金の処理を任されると、究極、16万7539点のソブリン金貨製造に成功。アンセル・ソブリン金貨の判別法は唯一、ヴィクトリア女王の髪を後ろで結ぶリボンに刻んである1本の線だけである。今日ではこの硬貨は15-25例の存在が確認されており、したがってきわめてまれでコレクション価値が高い。
王立造幣局の在職は10年を超え、上司と意見が合わず辞職する。引退したアンセルは1880年12月21日に没するまで生涯、鑑定士であった。
アンセルは炭鉱の坑内ガスがガス爆発を引き起こす危険に着目、ウィガン近くのインスホール炭鉱内で貴重な実証実験を重ねる。大陸にあった多くの炭鉱が「ガス測定計」 (後に特許取得) を採用し事故防止に大いに役立った。個人の蔵書家向けに発行されたチャールズ・トムリンソン (科学者)の百科事典 (Cyclopædia) 『トムリンソンの技術百科事典) 』に論文『貨幣の発行』が載ると、持論をさらに深めて『王立造幣局』を1870年に出版する。翌年に版を重ねて人気が高まると、やがて造幣局の同僚とのいさかいの種となってしまうが、アンセルの持論を損なうことはなく、彼ならではの多くの情報を含むと評価された著書である。アンセルが最も重視した課題を取り上げた論文はアンドリュー・ユアの『技術事典』第7版に掲載。
娘のガートルード・メアリー・アンセルはサフラジェットで動物の権利活動家。論客として注目された

## 著書
- (英語) The Royal Mint: its working, conduct, and operations. (1870) 『王立造幣局――役割と業務、活動の全体像と詳説』